# Helgerån

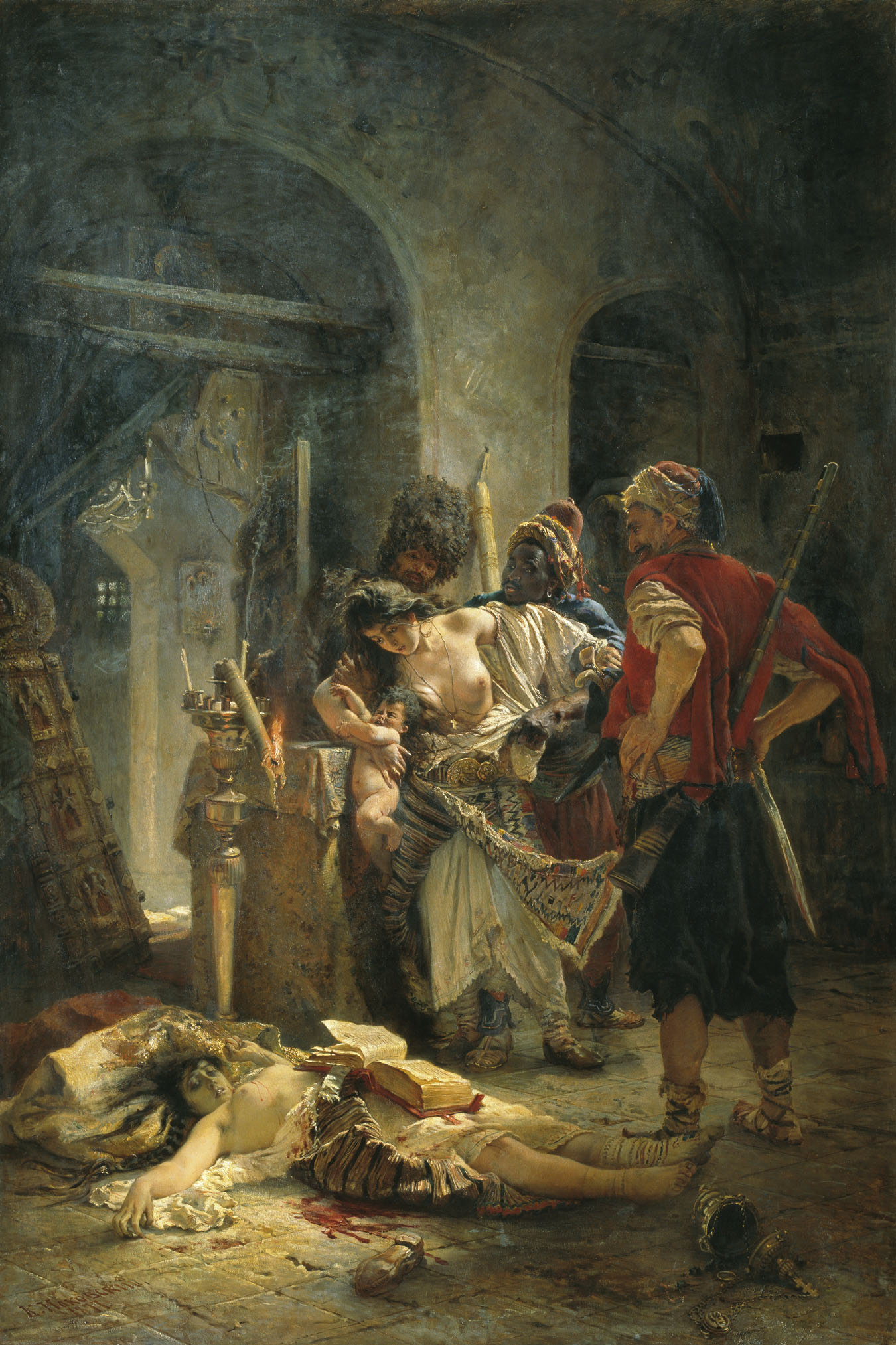
Konstantin Makovskij: "De bulgariska martyrerna". Helgerån förövat av osmanska legosoldater, så kallade bashi-bazouker, i en bulgarisk-ortodox kyrka år 1877.

Helgerån avser skändning av eller skadegörelse på ett heligt föremål. I en vidare kontext kan helgerån vara i princip vilket angrepp som helst på något med religiös anknytning, till exempel brist på vördnad för en helig person, en helig plats eller ett heligt föremål. När ett helgerån är muntligt kallas det för hädelse. Detta har ibland tillämpats i krig, då en sida kan utföra skadegörelse och helgerån mot fiendens helgedomar.
De flesta trosinriktningar har liknande begrepp, ofta sett som ett slags tabu. Den gemensamma idén är att heliga objekt inte får behandlas på vilket sätt som helst.

### Översättning
Den här artikeln är helt eller delvis baserad på material från engelskspråkiga Wikipedia.